# Club Sport Dos de Mayo (Iquitos)
Sport Dos de Mayo es un club de fútbol peruano con sede en la ciudad de Iquitos, departamento de Loreto. Fue fundado en 1913 y juega en la Copa Perú.

## Historia

### Origen del Club
El club fue fundado el 1 de enero de 1913 en Iquitos por un grupo de amigos en la casa de Julián Sías Malafaya, cerca a la plaza 28 de julio. Eligieron como primer presidente a Pedro Lozano Panduro, cuyas edades fluctuaban entre los 17 y 18 años. La mayoría de ellos ya practicaba algún deporte, por tal motivo fundaron el club para disputar palmo a palmo con otros dos clubes de su época, el AC José Pardo y el Sport Loreto.

### Era Amateur
Fue en una época en que las actividades deportivas de Iquitos sufrieran una especie de colapso como consecuencia del conflicto con el Ecuador en 1910, y la única que ocupaba a los dirigentes del A.C. José Pardo y Sport Loreto estaba encaminada a la organización y práctica de los ejercicios de tiro como lógica consecuencia de la efervescencia patriótica que dejó dicho conflicto. De este modo, en las escuelas, donde los dirigentes deportivos habían iniciado la enseñanza del deporte, al no contar con auspiciadores, entre ellos empezaron a formar clubes y equipos de fútbol escolar, que organizaban sus propias competencias animados por los más entusiastas. Así se formaron el “12 de julio”, el “La Mar”, el “Benavides”, el “Argentino”, y los equipos del Colegio Departamental y Centro Escolar N° 161.
El 1° de enero de 1913 en la casa de Julián Sias, situada en el borde occidental de la Plaza 28 de julio que era el campo de juegos del Athletic en ese entonces, un grupo de muchachos en memorable actuación, pusieron los cimientos de la institución que pronto habría de empezar una vertiginosa carrera hacia la cumbre de la popularidad, en una lucha disputada palmo a palmo con las otras dos de su época, el Athletic y el Loreto, y que ha dejado para la historia del deporte loretano una estela de recuerdos y jornadas gloriosas que será difícil igualar y que habría de prolongarse hasta 1926, cuando empezaron a actuar otros clubes de reciente fundación, además de los equipos de la marina y el regimiento.
Los fundadores del Dos de Mayo fueron: Pedro Pablo Lozano, que resultó elegido su primer presidente; Carlos Documet, su primer secretario; Julián Sias Malafaya, Pedro Villacorta Vásquez, Eliseo Borbor, Rubén Ramírez, Manuel Bardalez, Santiago Díaz, y Julián Guerrero.
Dos de Mayo empezó actuando como club de segunda categoría, alternando exitosamente con los clubes La Mar y 12 de julio, o con los equipos del Colegio Departamental y Centro Escolar 161 que eran verdaderos semilleros de deportistas.
Durante su primer año de vida se incorporaron a sus filas, Sebastián Castro López, Adolfo Teixeira, Alejandro Pinto, Miguel Villacorta Alalá, Antonio Acurcio, Manuel Dávila, Bruno Ríos, Laizamón Pezo, Gonzalo Colmenares, y otros más que fueron dándole mayor poderío, con el que el 1° de enero de 1914, festejando su primer aniversario invitó al José Pardo a un partido de fútbol, poniendo en disputa una medalla de oro. El Dos de Mayo formó así: Gonzalo Colmenares, Manuel Dávila, César Romero, Antonio Acurcio, Eliseo Borbor, Bruno Ríos, Laizamón Pezo, Manuel Bardalez, Miguel Villacorta, Julián Sias y Adolfo Teixeira. Adolfo Teixeira era entonces el recién elegido presidente para el periodo que se iniciaba y capitán del equipo. Era un gran deportista y superior dirigente. El uniforme que lucía Dos de Mayo era camisa blanca, pantalón azul de dril fluminense con franja blanca.
Perdió Dos de Mayo su primera confrontación por 2 a 0, pero, este revés, lejos de desalentarlos les dio nuevos bríos y organizaron su primer campeonato de pruebas atléticas, en singular competencia con el José Pardo, su único contendor, pues, el Loreto seguía en inactividad, luego del conflicto bélico que hemos mencionado.
Si bien es cierto que en las pruebas atléticas no tuvieron mayor suerte, pues solo destacaron Adolfo Teixeira y Alejandro Pinto, que conquistaron triunfos en 100, 400 metros planos y carrera de medio fondo; el partido de fútbol fue la primera victoria del Dos de mayo, por 1 a 0, adjudicándose su primer trofeo. Una medalla de oro, obsequiada por el coronel Puente, prefecto del departamento.
Este partido fue tan ardorosamente disputado, que tuvo la virtud de despertar en la afición y los parciales de ambos clubes, un entusiasmo y una rivalidad por conquistar la supremacía, que se prolongó hasta el año de 1917.
En este lapso se disputaron además de la mencionada medalla de oro del coronel Puente, la que luego se denominó la Copa del Honor, porque fue motivo de una controversia que duró casi tres años-que la ganó el Dos de Mayo en tres partidos, dos en su favor y uno en contra-; dos floreros de plaqué y una medalla de oro, ganados por el Dos de Mayo, todos estos trofeos ganados solo al José Pardo.
Estas continuas victorias a partir de su segundo año de vida, le dieron por boca de la afición y de sus hinchas, calidad de imbatible, que el José Pardo trataba afanosamente de romper y solo lo consiguió en el año de 1917, con la disputa de la estatua “La Gloria” y de la Copa Israel, logrando vencerlo por tres veces consecutivas.
El poderío del equipo del Dos de Mayo radicaba en su conformación. Se había tonificado en todos los planos y en su equipo de fútbol la inclusión de Arturo Robinson, un inglés, recio y de elevada talla, que hacía pareja con Arturo Ruiz, un escolar vivaz, seguro en el quite y de gran colocación, hacía una muralla infranqueable la defensa del arco. También apareció Francisco Paredes, apodado “El Huaco”, estilizado y efectivo medio centro, que en sus intervenciones parecía estar haciendo exhibiciones de ballet; y un rapidísimo puntero derecho, Miguel Haya, que parecía que volara por la línea en dirección al arco. Tenía a Sydney Dodson, otro inglés fornido que imponía respeto en la media cancha, junto a Manuel Iglesias Barcia y Bruno Ríos. Y por último tenía a Luis de Britto, que con José Reyes Flores y Serafín Otero Barcia armaban combinaciones que mareaban a los contrarios.
Según los datos estadísticos, hasta 1917 Dos de Mayo jugó con José Pardo, 14 partidos, de los que ganó 7, empató 2 y perdió 5. Con Loreto, que de nuevo entró en actividad en 1915 jugó solo 6 partidos, de los que ganó 4, empató uno y perdió otro.
Su siguiente trofeo importante fue la Estatua Esponda, a principios del año 1921. Obsérvese que digo Estatua Esponda. La Copa Esponda fue otro trofeo disputado en el mismo año con motivo del Centenario de la Independencia Nacional.
El Dos de Mayo ha tenido entre sus deportistas destacados elementos, que le han colocado en los primeros planos del atletismo hasta 1926, que fue la época de oro del deporte loretano. Figuran entre ellos; Gerardo y José Ayllón, José Reyes Flores, Domingo Mitidieri, Manuel Pezo, Agustín Burga, Laizamón Vargas, Hermenegildo Zambrano y muchos más que se nos escapan, y que en las competencias de entonces ponían todo su esfuerzo para dejar en muy alto el albiverde de sus colores.
El primer presidente del Dos de Mayo, don Pedro Pablo Lozano, logró organizar la institución y atraer a sus filas en el primer año de su vida, a elementos que posteriormente habrían de ser puntales firmes para el afianzamiento de la novel institución entre los clubes de primera categoría.
Entre los que inmediato se incorporaron estuvo Sebastián Castro López, un deportista cien por ciento, iniciado en las filas del Sport Club en 1904, y que perteneciera después al A.C. José Pardo, cuando desapareció este. Sebastián Castro fue uno de los primeros garrochistas que con Doroteo Arévalo en 1908, llegó a los 2.80 metros. Y su actividad no se limitó a las competencias deportivas. Fue también un excelente dirigente que ha dejado reconocida labor en la institución, en el desempeño de la presidencia.
Adolfo Teixeira, que fue elegido en el periodo de 1914, también fue un gran deportista, y a él se debe la organización del primer campeonato que se llevó a cabo con motivo del primer aniversario de su fundación. Su presidencia atrajo a otros nuevos socios, entre los que estaban Robinson, Dodson, Britto, Iglesias Barcia, Serafín Otero, y muchos más. En realidad, fue Teixeira, quien dio al Dos de Mayo el impulso que lo llevó a ser en los años de 1914 a 1916, una institución que rivalizaba con el José Pardo, no solo en el terreno deportivo sino también en su organización administrativa.
Y así, ingresaron Domingo Mitidieri, Juan Pinto Júnior, Sebastián Gendrau, Moisés César, Pelayo Herbozo, Carlos Barriga, Catalino Salazar, Manuel Feijoo y tantos otros que encaminaron el club al sitial que ocupa. No debe olvidarse entre tantos, a los ingenieros Orellana y Llanos, que han dejado notable labor en la historia del club.
Pero, si hay que hacer mención de tantos que abnegadamente han luchado por su progreso y sus triunfos, merece capítulo especial Luis Alfonso Navarro Cauper, que en todos los años de vida del club, ha puesto constantemente su aporte y en muchas oportunidades la influencia de su personalidad, para resolver situaciones y determinar circunstancias.
Por eso en los actuales momentos, Navarro Cauper, es un símbolo de las glorias y las luchas del Dos de Mayo, y sus consocios le han declarado Secretario Vitalicio, título del que se siente orgulloso y no sin razón, porque Dos de Mayo, ha sido la vida de Navarro Cauper, y él es hoy la esencia del Dos de Mayo, porque encarna el pasado glorioso y sus gloriosos recuerdos. Navarro Cauper no fue fundador, pero ha sido declarado como tal por haber ingresado en el primer mes de haberse fundado el club.
En 1915, fue elegido por primera vez miembro de la directiva con el cargo de prosecretario, y luego en 1917 secretario titular, cargo que con ligeros intervalos venía desempeñando durante cuarenta años, hasta que por acuerdo de asamblea se le concedió el título de secretario vitalicio.
Navarro Cauper, fue miembro de muchos organismos deportivos y culturales. Secretario del Club de Tiro Iquitos N° 136, cuando se llamaba Alayza Paz Soldán, presidente de la Federación Sportiva de Loreto en 1921, miembro del Consejo Divisional de Segundas, y muchas veces delegado de su club ante las ligas deportivas locales.
Durante 18 años y mientras sus facultades físicas se lo permitieron, desempeñó las funciones de árbitro en esos partidos, donde la vehemencia de los contrincantes, hacía difícil esta misión, con todo acierto y corrección, mereciendo la unánime aprobación de jugadores y espectadores.
Practicó todos los deportes, demostrando las cualidades que le hicieron el prototipo del verdadero deportista. Nobleza, lealtad y pundonor.
Fue uno de los primeros que incursionó con acierto en el periodismo deportivo local, usando varios seudónimos, y sus críticas y comentarios siempre tuvieron la jerarquía de imparciales y veraces.
Tal a grandes rasgos la personalidad de Navarro Cauper-en quien queremos saludar, como exponente de ese glorioso pasado del Dos de Mayo, y símbolo de esa pujante juventud, ávida de deportes, que hacía delirar a sus parciales y a toda la afición-los 52 años de vida que son como suyos y serán, sin duda, muchísimos más.
En su vida deportiva muy pocas veces alcanzó el título de campeón de Liga, pero tiene el honor de haber sido el primer campeón en el año 1946, cuando la Liga Distrital de Iquitos, fue reconocida por la Federación Peruana de Fútbol.

## Palmarés

### Torneos regionales
| Competición regional                        | Títulos     | Subcampeonatos |
| ------------------------------------------- | ----------- | -------------- |
| Liga Distrital de Iquitos (2/0)             | 1946, 1953. |                |
| Segunda División Distrital de Iquitos (1/0) | 2016.       |                |